# Klemensker (plaats)
Klemensker is een plaats in de Deense regio Hovedstaden, gemeente Bornholm. De plaats telt 687 inwoners (2008).

## Parochie
De plaats Klemensker valt onder de gelijknamige parochie.